# Villa Duin-Ouwe
Villa Duin-Ouwe is de oudste villa in het Bloemendaalsche Park en is ontworpen door Jacob van den Ban in 1883.
De villa bevindt zich op de hoek van de Parkweg en de Bloemendaalseweg in Bloemendaal en was oorspronkelijk een zomerhuis voor douairière Schouwenburg-de Marez Oyens.